# Le Ranch (série télévisée d'animation)
Pour l’article homonyme, voir Le Ranch.
Le Ranch est une série télévisée d'animation franco-allemande en 26 épisodes de 22 minutes, créée par Sofa et diffusée en France depuis le 31 octobre 2012 sur TF1 dans l'émission Tfou.
La série décrit les aventures de quatre jeunes passionnés d'équitation en Camargue. Le Ranch est une série dérivée de la série d'animation américaine Horseland : Bienvenue au ranch !.
Le Ranch a été récompensé d'un Laurier jeunesse lors de la 18e cérémonie des Lauriers de la radio et de la télévision.

## Synopsis
Lors d'une balade avec ses amis, la jument de Léna s'écroule sur la plage : elle meurt d'un infarctus. Quelques mois après, toujours déprimée, Léna refuse de reprendre l'équitation jusqu'à la rencontre de malfaiteurs, qui cherchent leur cheval échappé de l'abattoir. Effrayée, elle tombe sur un  bel étalon sauvage et décide de le mettre à l'abri dans le ranch abandonné, appartenant à son grand-père. 

## Personnages
Les couples maîtres / chevaux sont :
Léna et MistralLéna Steiner a 15 ans et est au collège jusqu’à la fin de la saison 1 et rentre au lycée à la saison 2. Héroïne de la série, optimiste, positive, rêveuse et idéaliste, Léna est une véritable chuchoteuse grâce au don hérité de son grand-père. En effet, elle parvient à comprendre les sentiments des chevaux et à se faire comprendre d'eux. Elle ne se sépare pas de son cheval baptisé Mistral, un anglo-arabe, qu'elle a sauvé des mains de malfaiteurs en pleine nuit pluvieuse. Parfois elle ne sais plus trop où elle en est avec Hugo et Angelo, mais elle est en vérité amoureuse d'Angelo.
Angelo et SilaAngelo Roma a 15 ans et est au collège jusqu’à la fin de la saison 1 et rentre au lycée à la saison 2. Beau brun gitan, fils d'un régisseur (Emir) de la manade de la famille de Samantha qui lui a appris tous les secrets de la discipline de dressage, ce pour quoi il est très doué, ne quitte pas la coutume de gitan. Un vrai amoureux d'aventure, de musique et de liberté avec Sila, un Andalou blanc. Amoureux de Léna.
Anaïs et JoséphineAnaïs a 14 ans et est au collège jusqu’à la fin de la saison 1 et rentre au lycée à la saison 2. Coquette rouquine, fidèle et très généreuse avec ceux qu'elle aime, Anaïs est la meilleure amie de Léna. Elle n'hésite pas à sauver tout ce qui bouge et respire. Elle a pour compagnon une jument grise avec crinière blanche qui s'appelle Joséphine, une Irish cob. Secrètement amoureuse d'Hugo.
Hugo et RéglisseHugo Fore a 15 ans et est au collège jusqu’à la fin de la saison 1 et rentre au lycée à la saison 2. Pratiquant le kite-surf à haut niveau, le charmant blond débute en équitation et il est loin d'être aussi doué que ses amis. Connu pour être le clown de la bande. Sa jument s'appelle Réglisse, une haflinger d'une couleur alezane crins lavés. Secrètement amoureux d'Anaïs mais n'hésite pas à faire rougir Léna.
Samantha et BonbonSamantha a 14 ans et est au collège jusqu’à la fin de la saison 1 et rentre au lycée à la saison 2. La peste de la série, humiliée par Léna, qui traîne souvent avec ses amies Vina, Jasmine et Nelly. Son cheval s'appelle Bonbon, un selle français. Seduit souvent Hugo pour énerver Anaïs.
Kevin et BilboKevin a 10 ans. Frère de Samantha, aime Léna et ses amis même si sa sœur essaye de le manipuler en lui imposant des missions d’espionnage. Son cheval s'appelle Bilbo, un Welsh à robe palomino.

## Fiche technique
- Titre original : Le Ranch
- Titre provisoire : Léna parle aux chevaux
- Création : Vincent Costi ; Alexandre Hesse et Patrick Lemordan (graphique)
- Réalisation : Monica Maaten
- Scénario : Vincent Costi
- Musique : Franck Hedin
- Production : Philippe Alessandri et Giorgio Welter
- Sociétés de production : Télé Images Productions ; De Agostini Editore, ARD et Equidia (coproductions) ; TF1 et TéléTOON+ (participations)
- Studio d'animation : 2d3D Animations
- Sociétés de distribution : TF1 Diffusions (France) et Kinderkanal (Allemagne)
- Pays d'origine :  France,  Allemagne
- Langue originale : français
- Genre : aventure équestre
- Durée : 21 minutes
- Date de diffusion :
  -  France : Saison 1 : 31 octobre 2012 sur TF1
  -  France : Saison 2 : 10 janvier 2016 sur TF1

## Distribution
- Marie Nonnenmacher : Léna Steiner
- Adrien Solis : Angelo
- Emmylou Homs : Anaïs, Nawelle
- Virginie Kartner : Anna
- Dimitri Rougeul : Hugo
- Fanny Bloc : Samantha Cavaletti
- Éric Missoffe : M. Cavaletti
- Thierry Kazazian : Dr Bruno Steiner
- Jessie Lambotte : Mme Fore, la mère d'Hugo
- Sarah Marot : la mère d'Anaïs, Marie-Pierre
- Gabriel Bismuth-Bienaimé : Nathan

- Version originale
  - Studio d'enregistrement : Talk Over
  - Direction artistique : Gilbert Lévy

## Production

### Musique
Le générique est chanté par Christophe Maé, en tant qu'auteur-compositeur.

## Accueil

### Diffusion internationale
La première saison de Le Ranch débute le 30 octobre 2012 sur TF1.
En Allemagne, la première saison se diffuse sous le titre de Lenas Ranch à partir du 19 août 2013 sur Kika.
La deuxième saison de Le Ranch débute le 10 janvier 2016 sur TF1.

### Audience
En fin de l'année 2012, la série (saison 1, donc) est le deuxième programme jeunesse de TF1 rassemblant le plus de part d'audience, avec une moyenne de 600 000 téléspectateurs par épisode, soit 24,4 %.

## Épisodes
Saison 1
1. Le Ranch
2. Danger Mistral
3. L'Incendie
4. La Rivale
5. Vive la liberté
6. Miro
7. Pile ou kite
8. Marraine de la fête
9. Week-end de rêve
10. Renaissance
11. Pistache
12. Kevin a disparu
13. L’Épreuve
14. Baiser Volé
15. Reportage épique
16. Cascades et cœur sauvage
17. Piège des eaux
18. Rendez-vous clandestins
19. Entre chien et loup
20. Polluer n'est pas jouer
21. Kidnapping
22. L'Héritage
23. Jazzy
24. Copains d'enfance
25. La Blessure
26. Un an et un jour

Saison 2
1. Le grand retour
2. Ski Joëring
3. La star du ranch
4. Cavalier seul
5. La voie de Léna
6. Un exploit ordinaire
7. Hors limite
8. Le sanctuaire secret
9. La légende du cheval blême
10. Cavalier surfeur
11. Il n'y a pas de mauvais cheval
12. Le ranch, c'est fini
13. Duel de kite
14. Pour la bonne cause
15. En famille
16. L'amnésie
17. La stagiaire
18. L'impossible alliance
19. Chaussette et Pakito
20. À bout de force
21. Cheval des villes, cheval des champs
22. Le secret de Léna
23. Nanette et les vautours
24. Le grand nettoyage
25. Rivalité
26. L'avalanche

## Distinctions

### Récompenses
- Lauriers de la radio et de la télévision 2013 : « Laurier jeunesse »[1]